# Ugo Betti

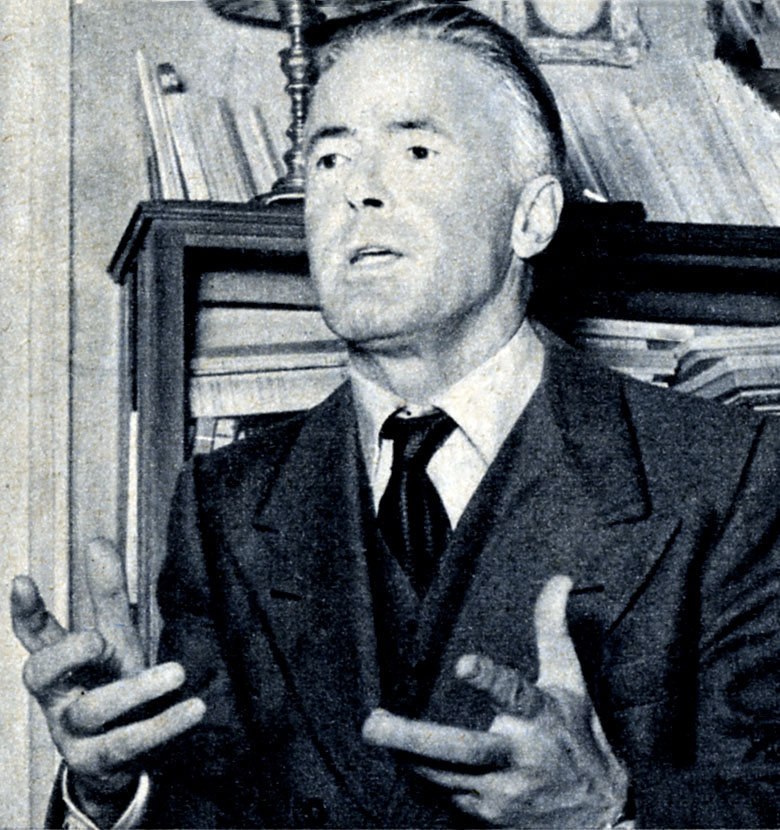
Ugo Betti

Ugo Betti (Camerino, 4 februari 1892 - Rome, 9 juni 1953) was een Italiaans dichter en prozaïst. Hij geldt als een der belangrijkste Italiaanse toneelschrijvers naast Pirandello. Zijn stukken hebben een pessimistische inslag (Corruzione al Palazzo di Giustizia, 1949). 

## Werken
- L'isola meravigliosa (1930)
- Frano allo scalo Nord (1936)
- Delitto nell'Isola delle Capre (1950)
- Irene innocente (1950)
- La regina e gli insorti (1950)
- Teatro (1955)
- Teatro postumo (1955)
- Poesie (1957)

- Bibsys: 90118117
- Biblioteca Nacional de España: XX1018750
- Bibliothèque nationale de France: cb12676070j (data)
- Catàleg d'autoritats de noms i títols de Catalunya: 981058523014806706
- CiNii: DA06184744
- Gemeinsame Normdatei: 118662694
- International Standard Name Identifier: 0000 0001 1021 8802
- Library of Congress Control Number: n81061546
- Bibliotheek van het Japanse parlement: 00746431
- Nationale Bibliotheek van Tsjechië: jn20000600846
- Nationale bibliotheek van Australië: 35821225
- Nationale Bibliotheek van Israël: 987007276020705171
- Nationale en Universitaire bibliotheek Zagreb: 000119770
- Nederlandse Thesaurus van Auteursnamen: 070283524
- Istituto Centrale per il Catalogo Unico: RAVV029888
- SNAC: w6pv70c7
- Système universitaire de documentation: 066899117
- Trove: 1102819
- Virtual International Authority File: 17344693
- WorldCat: E39PBJtmvcMQc9rrwTRHkkbyBP